# Жеводан
Графство Жеводан (фр. Comté de Gévaudan) — феодальное владение на юге Франции.

## История
Территория средневекового графства Жеводан совпадает с современным французским департаментом Лозер. Первое упоминание о Понсе, графе Жеводана, приходится на 998 год. Его предков можно проследить на протяжении трех поколений. Графство Жеводан могло ему достаться от матери Аделаиды д’Анжу, дочери Фулька II, графа Анжу. Не оставлено никаких дополнительных сведений о последующих графах Жеводана после смерти Понса в 1013 или 1016 году. Скорее всего, через сестру Понса Эрменгарду и жену Гильома IV, графа Оверни, графство Жеводан перешло к графам Оверни. Некоторые последующие графы Оверни упоминаются также как графы Жеводана.
Титулы графа Жеводана также иногда использовали графы Руэрга, в том числе граф Гуго. Виконты Мийо начали употреблять титул виконта Жеводана в XI веке. Есть версия, что во время их правления юрисдикция графства была передана графам Тулузы, хотя основной источник, который это подтверждает, до сих пор не идентифицирован. Жильбер, виконт Жеводана в конце XI века стал графом. Он женился на Герберге, графине Прованса, и передал графство своей дочери Дульсе I.
Графство Жеводан перешло к графству Прованс. В 1167 году Альфонсо II Арагонский отобрал владения, в том числе графство Жеводан у своей двоюродной сестры Дульсы II под предлогом недопустимости женского наследования, и после этого Жеводан перешёл к королям Арагона. В 1258 году Хайме I Арагонский продал графство Жеводан Людовику IX, королю Франции.

## Список графов и виконтов Жеводана

### Дом де Жеводан
- до 998—1013/1016 : Понс (уб. 26 февраля 1013/1016), сын Этьена де Бруида
- 1013/1016—1016 : Гильом IV (ум. ок. 1016), граф Оверни, муж Эрменгарды, сестры предыдущего

О последующих графах Жеводана из Овернского дома см. Список графов Оверни

### Дом де Мийо
- ? — после 957 : Бернар III (ум. после 957), виконт Жеводана, сын Бернара II, виконта Руэрга
- после 957 — ?: Риго, виконт Жеводана, сын предыдущего
- ? — ?: Этьен, виконт Жеводана, сын предыдущего
- ? — 1013/1023 : Ришар I (ум. 1013/1023), виконт Мийо, Жеводана и Родеза, сын Беренгера I, брата Бернара III, виконта Жеводана
- 1013/1023—1050 : Ришар II (ум. 1050), виконт Мийо, Жеводана и Родеза, сын предыдущего
- 1050—1080/1097 : Беренгер II (ум. ок. 1080/5 января 1097), виконт Мийо, Жеводана и Родеза, сын предыдущего
- 1080/1097—1110/1112 : Жильбер (уб. 1110/1112), виконт Жеводана, граф Жеводана, виконт Мийо, Родеза, Лодева и Карлата, сын предыдущего

### Прованский дом
- 1111—1130 : Дульса I (ум. 1130), графиня Прованса, дочь предыдущего
- 1130—1144 : Беренгер Раймунд (ум. 1144), граф Прованса, сын предыдущей
- 1144—1166 : Раймунд Беренгер II (ум. 1166), граф Прованса, сын предыдущего
- 1166—1167 : Дульса II (ум. 1172), графиня Прованса, дочь предыдущего

### Арагонский дом
- 1167—1196 : Альфонсо II (1152—1196), король Арагона, граф Руссильона, Сердани, Прованса и Барселоны, двоюродный брат предыдущей
- 1196—1213 : Педро II (1174—1213), король Арагона и Майорки, граф Руссильона, Сердани, Прованса и Барселоны, сын предыдущего
- 1213—1258 : Хайме I (2 февраля 1208, Монпелье — 27 июля 1276, Валенсия), король Арагона, Валенсии и Майорки, граф Руссильона, Сердани, Прованса и Барселоны, сын предыдущего

Графство Жеводан перешло к французскому домену.